# Gran Teatro de La Habana

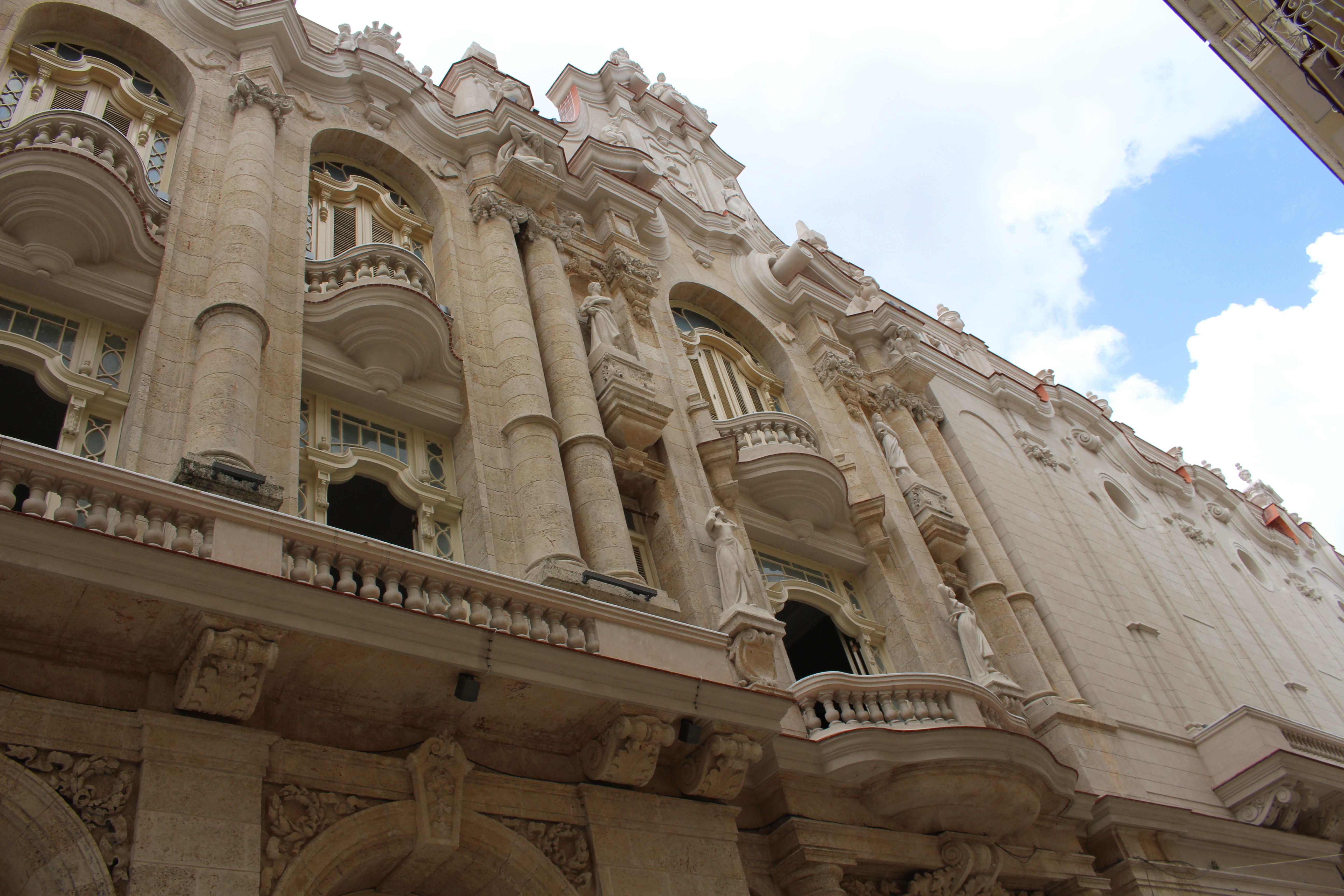
Detail van de architecturale verbinding van het Centro Gallego met de nieuwe stenen gevel van 1838 Teatro Tacon op Calle San Rafael.

Het Gran Teatro de La Habana Alicia Alonso (Nederlands: "Grote Theater van Havana Alicia Alonso") is gelegen aan Paseo del Prado in Havana, Cuba. Het is gevestigd in een gebouw dat bekend staat als het Galicische Centrum van Havana, gebouwd om te dienen als een sociaal centrum voor Galicische immigranten die naar Havana zijn verhuisd. Het theater is de thuisbasis van het Cubaanse Nationale Ballet en het International Ballet Festival van Havana. Onder de faciliteiten zijn theaters, een concerthal, vergaderruimtes en een videoprojectiezaal, evenals een kunstgalerie, een zang-centrum, en een aantal repetitiezalen voor dansgroepen.

## Geschiedenis
Sinds de oprichting in 1838 had Teatro Tacón het noordwestelijke deel van het gebied begrensd door Paseo del Prado, Consulado, San Rafael (el Boulevard) en San Jose bezet. In het auditorium speelden Europese artiesten als Enrico Caruso en Sarah Bernhardt.  Tijdens de eerste jaren van Cubaanse onafhankelijkheid toen duizenden immigranten vanuit Spanje naar Cuba kwamen, werd een nieuw gebouw toegevoegd aan het concertgebouw van Teatro Tacón. Dat gebouw stond oorspronkelijk bekend als het Centro Gallego de La Habana, en was versierd met sculpturen van Giuseppe Moretti, die welwillendheid, onderwijs, muziek en theater vertegenwoordigen. 

## Architectuur
Het Centro Gallego werd gebouwd in art-nouveau-stijl rond het oude concertgebouw van het Teatro Tacón op de hoek van San Rafael en Consulado. Architect Paul Belau, die ook het presidentiële paleis ontwierp, en de Amerikaanse firma Purdy and Henderson, Engineers, behielden het oorspronkelijke theater in hun ontwerp en bouwden het Centro Gallego, een toevoeging in de bouwstijl in de art-nouveau-stijl die de ondersteunende functies van de concertzaal uitbreidde en een uitgebreid systeem voor circulatie introduceerde. De buitenkant van het originele Teatro Tacón kreeg een stenen gevel die in harmonie was met de nieuwe buitenkant van het Centro Gallego.

## Het theater tegenwoordig
De belangrijkste locatie was het García Lorca Auditorium, dat plaats bood aan 1500 personen. Omwille van bouwkundige problemen is de zaal gesloten en wijkt het Cubaanse Nationale Balletgezelschap uit naar de gebouwen van het Teatro Nacional. Tijdens de 19de en 20ste eeuw vonden uitvoeringen van diverse artiesten en gezelschappen plaats op het toneel, onder meer: Ole Bull, Enrico Caruso, Fanny Elssler, Jenny Lind, Anna Pavlova, Antonia Mercé, Ruth Saint Denis, Ted Shawn, Teresa Carreño, Vicente Escudero, Maya Plisetskaya, Clorinda Corradi, Sarah Bernhardt, Carla Fracci en Alicia Alonso en gezelschappen als het American Ballet Theatre, het Royal Winnipeg Ballet, Antonio Gades ballet, het Ballet van het Colón Theater van Buenos Aires, het Ballet Folclórico van Mexico, plus andere balletgezelschappen uit die tijd.

## Afbeeldingen

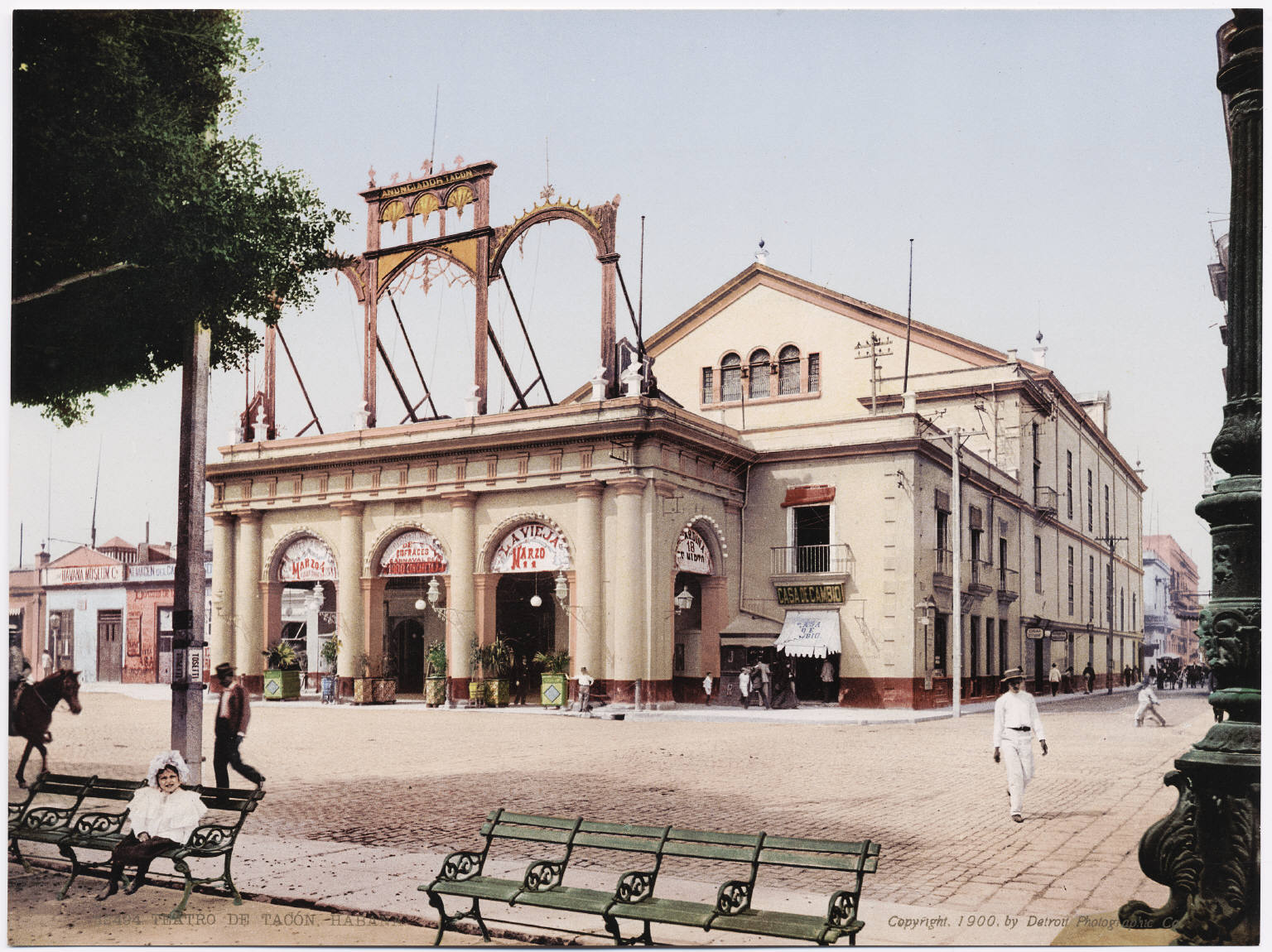
Teatro Tacón, Havana, 1900
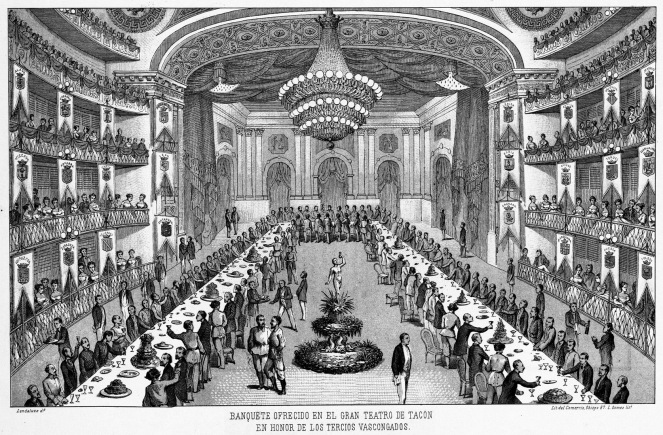
Teatro Tacon
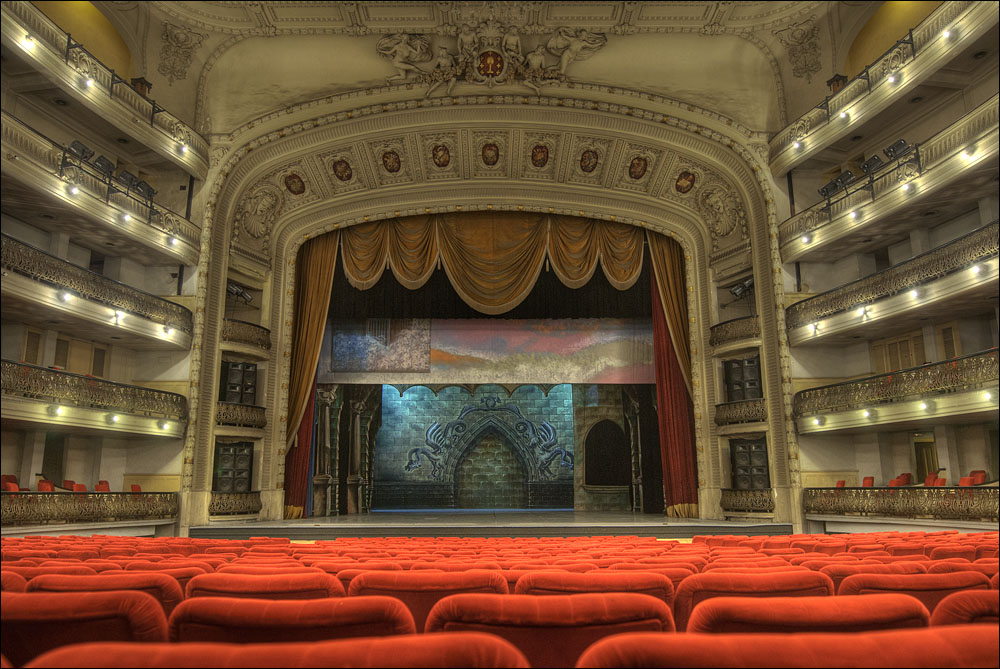
Podium van concertzaal
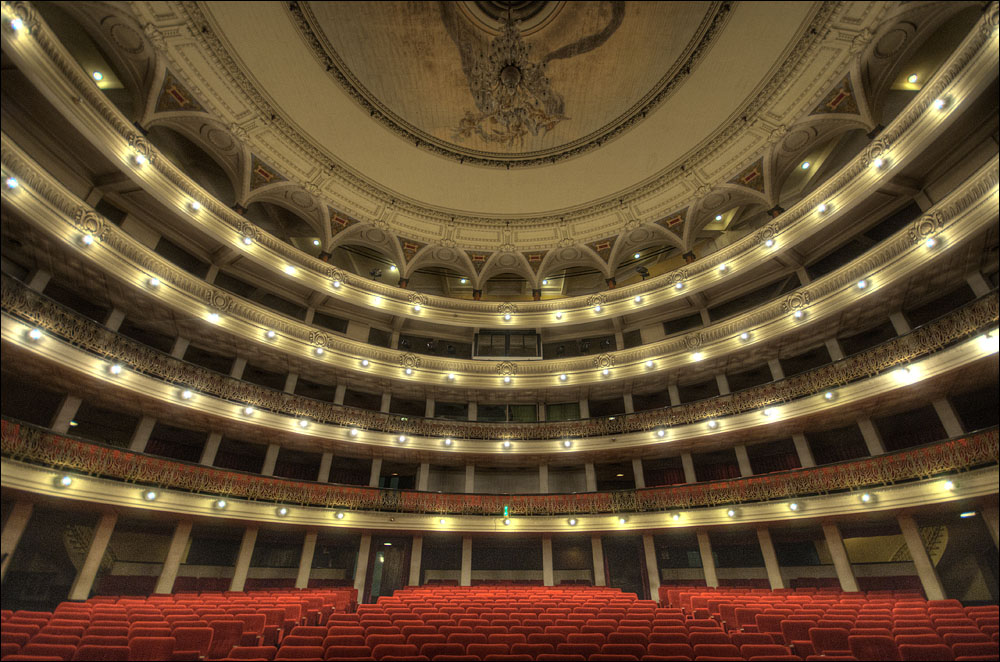
Concertzaal van het Teatro Tacon omgedoopt tot Sala García Lorca
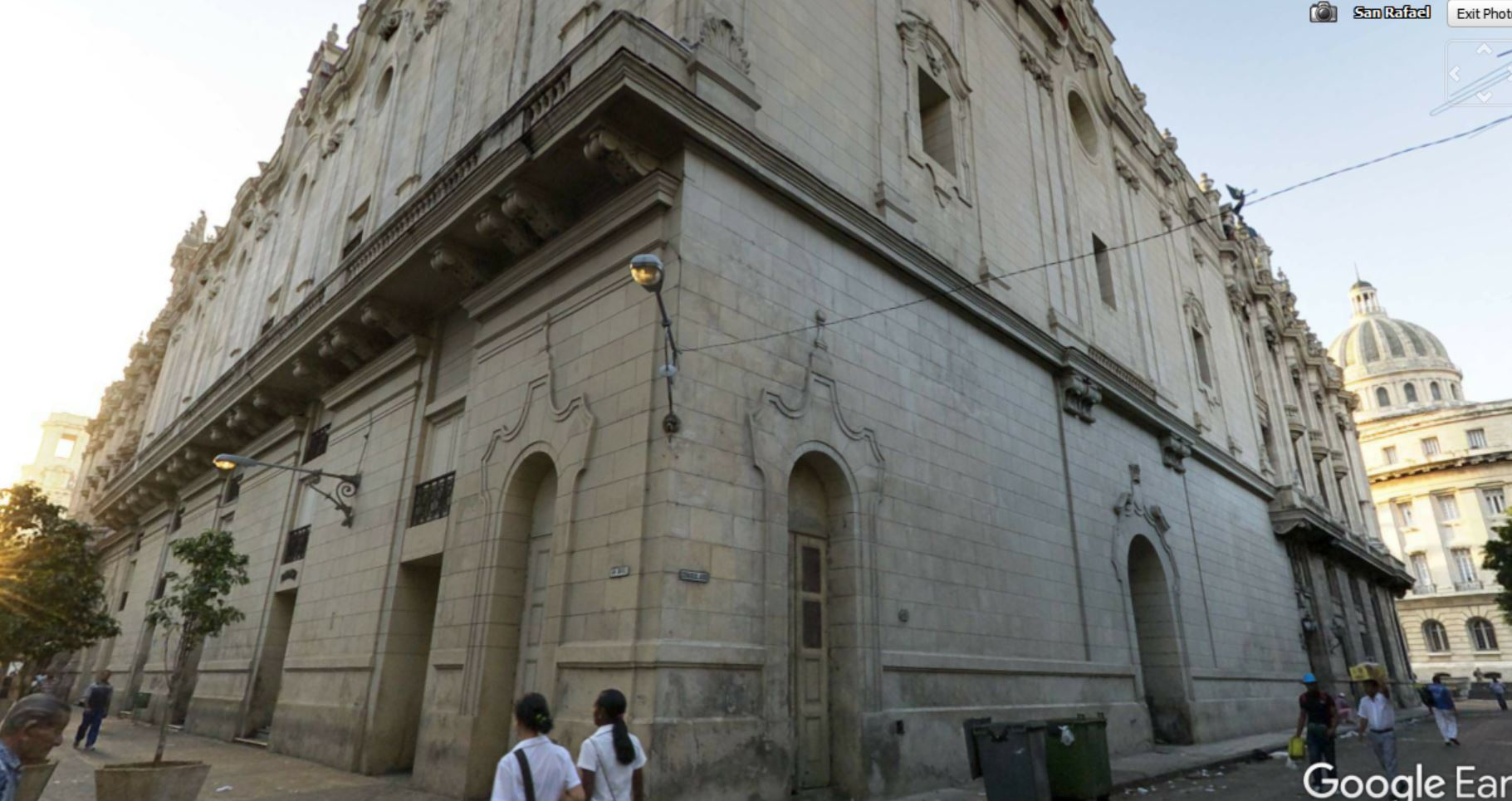
Achterzijde (hoek San Rafael en Consulado)
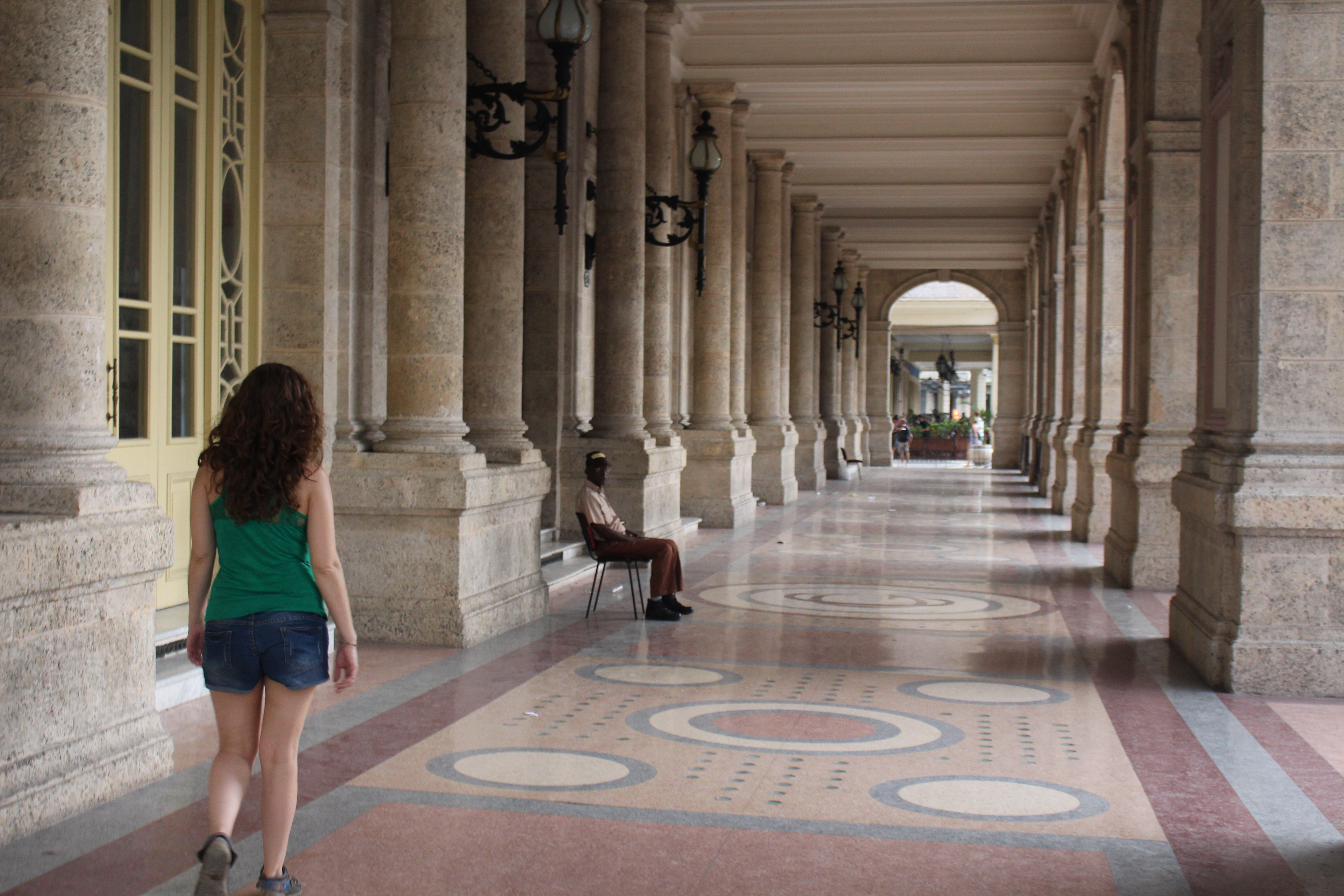
Acht meter hoge galerij op de Paseo del Prado
Allegorie van muziek